# Spiris striata
Spiris striata — вид лускокрилих комах з родини еребід (Erebidae).

## Поширення
Цей вид поширений в Європі, Анатолії, Казахстані, Сибіру та Монголії (за винятком східних регіонів). Віддає перевагу сонячним, піщаним, відкритим ділянкам з травою і трав'янистими рослинами, рідше вапняним лукам.

## Опис
Розмах крил становить 30–35 мм. Передні крила зазвичай жовті або світло-жовті, з вузькими поздовжніми темно-коричневими смугами у самців, у той час як у самиць смуги можуть бути відсутні або обмежені зовнішніми частинами. Задні крила також жовті, але вони темніші та набагато ширші за передні та мають темно-коричневий край. Вусики самців перисті. Гусениці волохаті, чорні, з яскравими плямами з боків і червонувато-бурою смугою на спині.

## Спосіб життя
Метелики провадять денний спосіб життя і літають з травня до серпня залежно від місця розташування. Личинки харчуються низькою рослинністю та травами, такими як срібна трава (Corynephorus), костриця (Festuca), верес (Calluna), шавлія (Salvia), нечуйвітер (Hieracium) та полин (Artemisia).